# سيناريكا
سيناريكا هي قرية تقعُ في منطقة أبروتسو وسط إيطاليا. يبلغ عدد سكانها حوالي 300 شخص، كانت سيناريكا جمهورية مستقلة لمدة أربعة قُرون من القرن الرابع عشر حتى نهاية القرن الثامن عشر.